# Genthin
Genthin er en by i Landkreis Jerichower Land i i den tyske delstat Sachsen-Anhalt. Byen ligger ved Elben-Havel-Kanalen, øst for Elben og vest for Berlin, 50 km. nordøst for Magdeburg og 27 km. vest for Brandenburg an der Havel .

## Bydele og landsbyer
- Altenplathow
- Genthin Wald
- Fienerode
- Hüttermühle
- Mollenberg
- Mützel
- Parchen
- Wiechenberg
- Hagen